# 长须黄颡鱼
长须黄颡鱼（学名：Pelteobagrus eupogon）为輻鰭魚綱鯰形目鲿科黄颡鱼属的鱼类，俗名江西黄姑，是中国的特有物种。分布于长江水系等，主要生活于在湖泊、江河中较常见，體長可達25公分。该物种的模式产地在上海。